# Reial Aero Club de Reus
El Reial Aero Club de Reus, és un club de vol de la ciutat de Reus que va ser fundat l'any 1935 amb el nom d'«Aero Club de Reus» i amb l'objectiu de facilitar la pràctica de l'aviació (vol amb motor) als interessats.

## Història
A principis de 1931 l'Associació d'Iniciatives de Reus, una entitat sorgida per dinamitzar cultural i econòmicament la ciutat, proposa fundar un Aero Club a Reus, i el 1933 es van comprar els primers terrenys per a instal·lar-hi una pista en una zona plana dedicada a l'avellana. Es va contractar al pilot Josep Maria Carreras i Dexeus, que més tard es casaria amb Mari Pepa Colomer, pionera de l'aviació republicana, i que va triar uns terrenys plans vora el Pi de Bofarull. L'Aero Club de Reus va ser inaugurat en 1935 però va suspendre tota activitat durant la Guerra Civil espanyola. El 6 d'agost de 1936 el «Comitè de Defensa i Guerra» es va fer càrrec de les instal·lacions del camp d'aviació, i el 1937 va ser militaritzat i engrandit per la compra de terrenys per l'Exèrcit Republicà, que va convertir-lo en una de les tres bases militars de la zona i una de les bases més importants de l'exèrcit republicà on es construïen els Polikàrpov I-15, els xatos, amb l'ajuda d'un grup d'enginyers soviètics. El 1939 l'aeròdrom es va convertir en base militar, i l'Aero Club no va poder tornar a l'activitat aeronàutica fins a finals dels anys 40 i va comprar la primera avioneta. Tot seguit es va constituir la Escuela de formación de Pilotos.
Actualment l'entitat, amb més de 200 socis, està en període expansiu amb el projecte de construcció d'un nou hangar de 3000 metres quadrats per estacionar les nombroses avionetes, i ampliació del nombre d'aquestes, així com la construcció d'un restaurant a les instal·lacions del club.
El club, després d'esdevenir «reial», va afegir al seu nom, fa pocs anys, el de la regió del seu àmbit, Costa Daurada. Així actualment se l'anomena Reial Aero Club de Reus-Costa Daurada.